# Britne Oldford
Britne Oldford (* 23. Juli 1992 in Toronto, Ontario) ist eine kanadische Schauspielerin. Bekanntheit erlangte sie vor allem durch die Rolle der Alma Walker in der Serie American Horror Story und als Remy Beaumont aus Ravenswood

## Leben und Karriere
Britne Oldford wuchs in der Metropole Toronto, zusammen mit einem Bruder und einer Stiefschwester, auf, wo sie die Earl Haig Secondary School mit dem Schwerpunkt Drama besuchte.
Sie ist seit 2008 vor der Kamera aktiv und war erstmals in einer Episode der kanadischen Sitcom Teen Buzz zu sehen. Eine erste größere Rolle übernahm sie dann als Cadie Campbell, die sie 2011 in der kurzlebigen Serie Skins darstellte. Im Anschluss an die Rolle war sie 2012 als Alma Walker in der zweiten Staffel von American Horror Story in einer Nebenrolle zu sehen, welche ihren Bekanntheitsgrad steigerte. Ein Jahr darauf, folgte mit der Rolle der Remy Beaumont eine Hauptrolle in der Mysteryserie Ravenswood, die ein Jahr später wieder eingestellt wurde.
2014 war sie in einer Nebenrolle in der Serie The Divide zu sehen, 2016 als Allison Regan in Hunters. Zwischen 2015 und 2019 wirkte sie als Shwana Baez in The Flash in einer kleinen Rolle mit und übernahm auch in The Path als Noa eine wiederkehrende Rolle. Es folgten kleinere Rollen in Deception, God Friended Me und Blindspot.
Sie lebt heute in New York City.

## Filmografie (Auswahl)
- 2008: Teen Buzz (The Latest Buzz, Fernsehserie, Episode 3x09)
- 2011: Skins (Fernsehserie, 10 Episoden)
- 2012: Robot Chicken (Fernsehserie, Episode 6x05, Stimme)
- 2012–2013: American Horror Story (Fernsehserie, 6 Episoden)
- 2013: 36 Saints
- 2013–2014: Ravenswood (Fernsehserie, 10 Episoden)
- 2014: Loitering with Intent
- 2014: The Divide (Fernsehserie, 5 Episoden)
- 2014: Hunter&Game
- 2015: How He Fell in Love
- 2015, 2017, 2019: The Flash (Fernsehserie, 4 Episoden)
- 2016: AWOL
- 2016: Hunters (Fernsehserie, 13 Episoden)
- 2016: Happy Birthday
- 2017: The Path (Fernsehserie, 12 Episoden)
- 2018: Write When You Get Work
- 2018: Deception (Fernsehserie, Episode 1x06)
- 2018: God Friended Me (Fernsehserie, 2 Episoden)
- 2018–2020: Blindspot (Fernsehserie, 5 Episoden)
- 2019: Bushwick Beats
- 2020: Bull (Fernsehserie, Episode 5x03)
- 2021: Free Guy
- 2022: The Umbrella Academy (Fernsehserie, 7 Episoden)
- 2023: Dead Ringers (Miniserie, 6 Episoden)
- 2023: Which Brings Me to You
- 2025: Long Bright River (Fernsehserie)
- 2025: Sirens (Miniserie, 5 Episoden)